# Maestro de Piedrahíta
Maestro de Piedrahíta es el nombre con el que se conoce a un pintor de estilo hispano flamenco, activo en la zona de Ávila entre finales del siglo XV y principios del XVI. Debe su nombre al Retablo de la Sagrada Parentela o altar de santa Ana, que se encuentra situado bajo un arco escarzano adosado al muro norte de la iglesia de Santa María la Mayor de Piedrahíta  Este retablo, sin predela, está distribuido en tres calles, separadas por pilarcillos, de las cuales, la central es el doble de ancho que las laterales. Estas dos, se encuentran igualmente divididas en tres cuerpos o escenas superpuestas, separadas por arquillos. De esta forma, se encuentran un total de siete escenas, puesto que la calle central está ocupada por una única representación con el tema de Santa Ana triple, sosteniendo en su regazo a la Virgen María, que da de mamar al Niño. En la esquina inferior derecha, se postra de rodillas en posición de oración el donante del retablo, Diego González Armenteros, cura de Villafranca, según una inscripción en alabastro que se encuentra en una losa sobre el retablo. Una vez que Santa Ana enviuda de San Joaquín, matrimonio del que nació la Virgen, se casó con Cleofé y tuvo una hija: María Cleofás. Esta, casada con Alfeo, tiene cuatro hijos, que se representan de niños, junto a su madre, en la escena superior izquierda, y de adultos y por parejas en las dos escenas inferiores. Estos son: san Judas Tadeo, san Simón, san José el Justo y Santiago el Menor. Santa Ana enviuda por segunda vez, volviendo de nuevo a casarse, esta vez con Salomé, dando a luz a una tercera hija: María Salomé. Esta aparece representada con los vástagos que tuvo con Zebedeo de niños en la escena más alta de la calle derecha, y en las dos escenas inferiores, aparecen estos ya de adultos de nuevo: Santiago el Mayor y San Juan Evangelista con sus respectivos atributos. La iconografía de estas pinturas está originada en los llamados Evangelios apócrifos, que fueron prohibidos en el Concilio de Trento, y muchas obras de este tipo, destruidas. Esto hace que el retablo sea una de las joyas del Museo de Arte Sacro de la Iglesia de Piedrahíta. 
María Purificación Ripio González en su artículo «Un nuevo pintor hispanoflamenco: el maestro abulense de Piedrahíta», publicado en el boletín del Instituto Camón Aznar en 1994, aporta otras dos obras que considera de la misma mano: un fragmento con Santa Lucía, conservado en el Museo de la Catedral de Ávila, y una Asunción de la Virgen, atribuida al Maestro de las Once Mil Vírgenes en el Museo del Prado, maestro con quien no tendría relación, opinión que comparten Lafuente Ferrari, Camón Aznar y más recientemente María Ángeles Torné. Esta última obra pertenece al legado de Luis Castro Solís, procedente del antiguo Museo de la Trinidad y actualmente se encuentra en los almacenes del Museo del Prado.
Elías Tormo, Gudiol Ricart y Post lo relacionan con el Maestro de Ávila o su círculo. También parecen apreciarse algunos parecidos con Fernando Gallego y su taller, como en los rostros de los apóstoles en la Asunción, conservada en la iglesia parroquial de Arcenillas (Zamora). 